# 莫良齊
49°56′16″N 23°11′48″E / 49.93778°N 23.19667°E
莫良齊（烏克蘭語：Мор'янці），是烏克蘭的村落，位於該國西部利沃夫州，由亞沃里夫區負責管轄，始建於1429年，面積1.13平方公里，海拔高度219米，2001年人口489，人口密度每平方公里432.74人。